# PMS Torino 2014-2015
Questa voce raccoglie le informazioni riguardanti la PMS Torino nelle competizioni ufficiali della stagione 2014-2015.

## Stagione
La PMS Torino nel 2014-2015 gioca per il secondo anno consecutivo nella seconda categoria di basket.
Dopo aver sfiorato la finale nei playoff della stagione precedente il Direttore Sportivo Renato Pasquali succeduto a Julio Trovato, che si è trasferito a Trapani, individua in Luca Bechi l'erede di Stefano Pillastrini alla guida della squadra, ma la rivoluzione si estende anche al roster ed allo staff tecnico, con l'arrivo di Marco De Benedetto come assistente allenatore e di Luigi Talamanca nel ruolo di preparatore atletico.
Il mercato porta il playmaker Giachetti a sostituire l'americano Ronald Steele mentre lo statunitense Davion Berry, in arrivo dall'università di Weber State, affianca il confermato Lollo Gergati nel ruolo di guardia.
Il reparto degli esterni è completato dal secondo americano Ron Lewis e da Guido Rosselli oltre che dal rientrante Kenneth Viglianisi. 
Il capitano Evangelisti, la guardia americana Bowers ed il giovane e promettente Sandri lasciano Torino come anche il giovane torinese Lorenzo Baldasso, che viene ceduto a Matera solo in prestito.
Nel reparto dei lunghi ceduto il polacco Wojciechowski e confermate le due stelle Mancinelli e Amoroso alle quali viene affiancato il pivot Tommaso Fantoni.

### Precampionato
Il raduno è fissato per il 18 agosto nel centro della Sisport nel cuore di Torino e, nella stessa sede si disputa la prima amichevole il 30 agosto contro Derthona Basket neo promossa in A2 Silver vinta dai torinesi sul punteggio di 89-87. La settimana successiva, il 6 settembre, a Fossano la PMS batte anche Casale nel primo "derby" della stagione per 68-59.
Il 12 e 13 settembre vince il Torneo di Pistoia battendo in semifinale Jesi per 78-72, con 28 punti di Lewis, e Pistoia (squadra di Serie A) in finale per 80-74. Quinta vittoria di fila a Collegno il 17 settembre contro Fulgor Omegna (A2 Silver) per 95-88 dopo un tempo supplementare. 
La prima sconfitta arriva il 20 settembre a Codogno contro Casalpusterlengo per 63 a 64.
Il 23 settembre la squadra viene presentata al palaruffini alla stampa e ai tifosi, il giorno successivo a Legnano sconfitta al Trofeo Tarcisio Vaghi contro Casale per 73 a 76.
Nell'ultimo impegno prima del campionato il 27 settembre di fronte al pubblico di casa del Palaruffini netta vittoria contro Casalpusterlengo per 98 a 82.

## Sponsor
Il title sponsor per il campionato è la confermata Manital, mentre lo sponsor tecnico è la Spalding.
| Casa | Trasferta |

## Roster

### Staff tecnico e dirigenziale
- Allenatore: Luca Bechi
- Assistente Allenatore: Stefano Comazzi
- Assistente Allenatore: Marco De Benedetto
- Preparatore Atletico: Luigi Talamanca

- Presidente: Antonio Forni
- Direttore generale: Renato Pasquali
- Team manager: Giuseppe Cortese
- Amministratori: Giovanni Terzolo, Antonio Forni,Gianpiero Mosca, Luigi Lacidogna e Renato Ficetti
- Resp.le area marketing: Warner Sicco
- Resp.le comunicazione: Domenico Marchese
- Resp.le addetto arbitri: Stefano Calzavara
- Resp.le segreteria: Luisa Portigliotti

- Medico: Roberto Carlin
- Fisioterapista: Alessandro Pernice
- Massaggiatore: Andrea Facchinello

- Direttore generale: Andrea Bausano
- Resp.le tecnico settore giovanile: Vincenzo Di Meglio

DNG / Serie C

- Allenatore: Luca Ciaboco
- Assistente: Giuseppe Siclari
- Preparatore fisico: Stefano Loviso

Under 17

- Allenatore: Vincenzo Di Meglio
- Assistenti: Iacopo Squarcina , Matteo Mosso
- Preparatore fisico: Stefano Loviso

Under 15

- Allenatore: Vincenzo Di Meglio
- Assistente: Matteo Mosso

## Mercato
| Arrivi           | Arrivi             | Arrivi                 | Arrivi        |
| R                | Nome               | da                     | Modalità      |
| ---------------- | ------------------ | ---------------------- | ------------- |
| G                | Davion Berry       | Weber State            | definitivo    |
| G                | Kenneth Viglianisi | Basket Derthona        | fine prestito |
| A                | Guido Rosselli     | Reyer Venezia          | definitivo    |
| P                | Jacopo Giachetti   | Reyer Venezia          | definitivo    |
| C                | Tommaso Fantoni    | Barcellona             | definitivo    |
| A                | Ron Lewis          | N.B. Brindisi          | definitivo    |
| Altre operazioni |                    |                        |               |
| R.               | Nome               | da                     | Modalità      |
| A                | Tommaso Pichi      | Basket Pool 2000 Loano | definitivo    |
| C                | Nikolaj Vangelov   | Nord Barese            | definitivo    |
| P                | Ares Fiore         | CUS Messina            | fine prestito |
| A                | Luca Antonietti    | Agropoli               | fine prestito |
| A                | Allen Agbogan      | CUS Torino             | definitivo    |
| G                | Matteo Neri        | Mens Sana Siena        | definitivo    |

| Partenze         | Partenze            | Partenze            | Partenze       |
| R                | Nome                | a                   | Modalità       |
| ---------------- | ------------------- | ------------------- | -------------- |
| A                | Daniele Sandri      | Virtus Roma         | definitivo     |
| G                | Lorenzo Baldasso    | Olimpia Matera      | prestito       |
| A                | Marco Evangelisti   | Fortitudo Agrigento | fine contratto |
| C                | Jakub Wojciechowski | Veroli Basket       | fine contratto |
| C                | Simone Zanotti      | Arzignano           | prestito       |
| P                | Ronald Steele       | -                   | fine contratto |
| G                | Timmy Bowers        | -                   | fine contratto |
| Altre operazioni |                     |                     |                |
| R.               | Nome                | a                   | Modalità       |
| A                | Luca Antonietti     | Crocetta Torino     | prestito       |
| A                | Giovanni Ferraris   | Crocetta Torino     | prestito       |
| A                | Matteo De Leone     | Latina Basket       | prestito       |

## Risultati

### A2 Gold

#### Regular season

##### Girone di andata
| Arbitri: | Gianfranco Ciaglia (Caserta) Antonio Migotto (San Stino di Livenza) Mauro Belfiore (Napoli) |

|                                   |            |                                   |
| Voskuil 28 Raymond 22 Lombardi 18 | Punti      | 25 Lewis 20 Mancinelli 14 Fantoni |
| Laquintana 4                      | Assist     | 2 Lewis, Mancinelli, Rosselli     |
| Raymond 10                        | Rimbalzi   | 10 Mancinelli                     |
| Fabio Corbani                     | Allenatori | Luca Bechi                        |

| Arbitri: | Andrea Masi (Firenze) Vincenzo Volpe (Savona) Leonardo Solfanelli (Livorno) |

|                            |            |                                   |
| Evans 20 Meini 16 Renzi 15 | Punti      | 20 Mancinelli 17 Lewis 10 Gergati |
| Bray 5                     | Assist     | 2 Lewis                           |
| Bray 7                     | Rimbalzi   | 8 Mancinelli                      |
| Lino Lardo                 | Allenatori | Luca Bechi                        |

| Arbitri: | Alberto Maria Scrima (Catanzaro) Daniele Caruso (Castel San Giovanni) Luca Bonfante (Lonigo) |

|                               |            |                                  |
| Carrizo 15 Spissu 14 Ricci 12 | Punti      | 30 Lewis 15 Giachetti 9 Rosselli |
| Sant Roos 5                   | Assist     | 4 Giachetti                      |
| Sant Roos 10                  | Rimbalzi   | 6 Lewis                          |
| Andrea Zanchi                 | Allenatori | Luca Bechi                       |

| Arbitri: | Enrico Bartoli (Trieste) Alessandro Costa (Livorno) Michele Capurro (Reggio Calabria) |

|                              |            |                                                  |
| Lewis 38 Berry 16 Amoroso 13 | Punti      | 19 Bečirovič 18 Frassineti 15 Abbott, Carraretto |
| Rosselli 6                   | Assist     | 7 Bečirovič                                      |
| Amoroso, Lewis 8             | Rimbalzi   | 6 Bruttini                                       |
| Luca Bechi                   | Allenatori | Alessandro Finelli                               |

| Arbitri: | Matteo Boninsegna (Paderno Dugnano) Marco Rudellat (Nuoro) Martino Galasso (Siena) |

|                                  |            |                                 |
| Amoroso 27 Lewis 20 Giachetti 16 | Punti      | 25 Nelson 24 Loschi 22 Brownlee |
| R. Lewis, Rosselli 4             | Assist     | 4 Fernández                     |
| Amoroso 7                        | Rimbalzi   | 12 Brownlee                     |
| Luca Bechi                       | Allenatori | Andrea Diana                    |

| Arbitri: | Alessandro Nicolini (Bagheria) Alessandro Tirozzi (Bologna) Jacopo Pazzaglia (Pesaro) |

|                                |            |                                       |
| Starks 20 Biligha 15 Thomas 12 | Punti      | 22 Berry 13 Lewis, Fantoni 5 Rosselli |
| Guarino 7                      | Assist     | 4 Amoroso                             |
| Biligha 12                     | Rimbalzi   | 9 Rosselli                            |
| Franco Gramenzi                | Allenatori | Luca Bechi                            |

| Arbitri: | Christian Borgo (Dueville) Gianulca Gagliardi (Anagni) Andrea Longobucco (Ciampino) |

|                                |            |                                    |
| Fantoni 20 Berry 17 Amoroso 14 | Punti      | 25 Brooks 23 Jackson 9 Malaventura |
| Amoroso, Giachetti 6           | Assist     | 3 Malaventura, Sabbatino           |
| Amoroso 8                      | Rimbalzi   | 8 Brooks                           |
| Luca Bechi                     | Allenatori | Marco Calvani                      |

| Arbitri: | Roberto Materdomini (Grottaglie) Alessandro Buttinelli (Roma) Daniele Yang Yao (Vigasio) |

|                                           |            |                                     |
| Amoroso 20 Giachetti, Fantoni 18 Lewis 14 | Punti      | 33 Elliott 16 Miller 15 Santiangeli |
| Amoroso 5                                 | Assist     | 8 Maggioli                          |
| Rosselli 9                                | Rimbalzi   | 9 Elliott                           |
| Luca Bechi                                | Allenatori | Maurizio Lasi                       |

| Arbitri: | Claudio Di Toro (Perugia) Calogero Cappello (Porto Empedocle) Luca Maffei (Preganziol) |

|                                  |            |                                |
| Amoroso 19 Jefferson 16 Rullo 13 | Punti      | 22 Lewis 14 Fantoni 13 Amoroso |
| Jefferson 3                      | Assist     | 5 Giachetti                    |
| Jefferson 11                     | Rimbalzi   | 8 Lewis                        |
| Alberto Morea                    | Allenatori | Luca Bechi                     |

| Arbitri: | Gianfranco Ciaglia (Caserta) Angelo Caforio (Brindisi) Valerio Grigioni (Roma) |

|                                  |            |                                         |
| Lewis 23 Fantoni 18 Giachetti 17 | Punti      | 16 Carra 15 Candussi 12 Marini, Prandin |
| Giachetti 7                      | Assist     | 5 Carra                                 |
| Fantoni, Rosselli 8              | Rimbalzi   | 6 Candussi                              |
| Luca Bechi                       | Allenatori | Eugenio Dalmasson                       |

| Arbitri: | Sergio Noce (Latina) Enrico Bartoli (Trieste) Alessandro Saraceni (Zola Predosa) |

|                                         |            |                                       |
| Dudzinski 25 Williams 24 Evangelisti 14 | Punti      | 23 Lewis 14 Amoroso 11 Berry, Fantoni |
| Williams 7                              | Assist     | 3 Amoroso                             |
| Chiarastella 9                          | Rimbalzi   | 6 Rosselli                            |
| Franco Ciani                            | Allenatori | Luca Bechi                            |

| Arbitri: | Stefano Ursi (Livorno) Antonio Migotto (San Stino di Livenza) Duccio Maschio (Firenze) |

|                                            |            |                                |
| Fantoni 18 Giachetti 16 Berry, Rosselli 12 | Punti      | 20 Shepherd 17 Garri 15 Kelley |
| Rosselli 4                                 | Assist     | 3 Shepherd, Spizzichini        |
| Rosselli 13                                | Rimbalzi   | 15 Garri                       |
| Luca Bechi                                 | Allenatori | Giovanni Perdichizzi           |

| Arbitri: | Alessandro Nicolini (Bagheria) Mauro Belfiore (Napoli) Valerio Salustri (Roma) |

|                                    |            |                                   |
| Shaw 23 Wojciechowski 15 Grande 13 | Punti      | 31 Giachetti 25 Lewis 15 Rosselli |
| Grande 5                           | Assist     | 2 Giachetti                       |
| La Torre, Wojciechowski 7          | Rimbalzi   | 14 Fantoni                        |
| Germano D'Arcangeli                | Allenatori | Luca Bechi                        |

| Arbitri: | Enrico Boscolo (Chioggia) Nicola Beneduce (Caserta) Francesco Terranova (Ferrara) |

|                                  |            |                                                |
| Lewis 23 Giachetti 21 Fantoni 15 | Punti      | 14 Martinoni 12 Marshall 11 Samuels, Tomassini |
| Giachetti, Rosselli 3            | Assist     | 4 Blizzard                                     |
| Fantoni 10                       | Rimbalzi   | 7 Fall, Martinoni                              |
| Luca Bechi                       | Allenatori | Marco Ramondino                                |

| Arbitri: | Roberto Materdomini (Grottaglie) Alberto Maria Scrima (Catanzaro) Saverio Barone (Castel Mella) |

|                                |            |                                  |
| Ndoja 22 Umeh 21 De Nicolao 17 | Punti      | 22 Giachetti 20 Lewis 15 Fantoni |
| Monroe 9                       | Assist     | 4 Rosselli                       |
| Monroe 13                      | Rimbalzi   | 7 Fantoni                        |
| Alessandro Ramagli             | Allenatori | Luca Bechi                       |

##### Girone di ritorno
| Arbitri: | Andrea Masi (Firenze) Matteo Boninsegna (Paderno Dugnano) Martino Galasso (Siena) |

|                                   |            |                                         |
| Lewis 23 Giachetti 18 Rosselli 14 | Punti      | 20 Raymond 15 Voskuil 11 Berti, De Vico |
| Rosselli, Gergati 5               | Assist     | 3 Voskuil                               |
| Rosselli 7                        | Rimbalzi   | 9 Lombardi                              |
| Luca Bechi                        | Allenatori | Fabio Corbani                           |

| Arbitri: | Antonio Migotto (San Stino di Livenza) Davide Scudiero (Milano) Pasquale Pecorella (Trani) |

|                               |            |                                    |
| Brooks 27 Jackson 24 Brkic 13 | Punti      | 25 Lewis 19 Rosselli 15 Mancinelli |
| Traini 4                      | Assist     | 4 Lewis, Mancinelli                |
| Brooks 10                     | Rimbalzi   | 6 Mancinelli                       |
| Marco Calvani                 | Allenatori | Luca Bechi                         |

| Arbitri: | Mauro Moretti (Marsciano) Paolo Cherbaucich (Trieste) Giampaolo Marota (San Benedetto del Tronto) |

|                                        |            |                             |
| Fantoni, Lewis 19 Giachetti 14 Berry 8 | Punti      | 27 Legion 15 Renzi 11 Meini |
| Lewis 5                                | Assist     | 5 Bray                      |
| Rosselli 7                             | Rimbalzi   | 7 Baldassarre, Legion       |
| Luca Bechi                             | Allenatori | Lino Lardo                  |

| Arbitri: | Stefano Ursi (Livorno) Claudio Di Toro (Perugia) Jacopo Pazzaglia (Pesaro) |

|                                               |            |                                  |
| Brownlee 32 Nelson 28 Cittadini, Fernández 18 | Punti      | 29 Giachetti 17 Lewis 13 Gergati |
| Fernández 10                                  | Assist     | 4 Mancinelli                     |
| Brownlee 12                                   | Rimbalzi   | 9 Rosselli                       |
| Andrea Diana                                  | Allenatori | Luca Bechi                       |

| Arbitri: | Alessandro Tirozzi (Bologna) Giulio Pepponi (Spello) Alessandro Buttinello (Roma) |

|                                  |            |                                                   |
| Lewis 30 Miller 12 Mancinelli 11 | Punti      | 15 Ricci, Sant Roos 14 Poletti, Young 11 Saccaggi |
| Rosselli 8                       | Assist     | 4 Saccaggi, Sant Roos                             |
| Rosselli 10                      | Rimbalzi   | 10 Poletti                                        |
| Luca Bechi                       | Allenatori | Andrea Zanchi                                     |

| 8 febbraio 2015 21ª giornata | Fulgor Forlì | – (cancellata) | PMS Torino |  |

| Arbitri: | Alessandro Nicolini (Bagheria) Eduardo Ciano (Vicopisano) Gabriele Gagno (Spresiano) |

|                                 |            |                                   |
| Lewis 26 Fantoni 19 Rosselli 13 | Punti      | 18 Thomas 15 Ghersetti 14 Biligha |
| Rosselli 5                      | Assist     | 4 Ghersetti                       |
| Rosselli 10                     | Rimbalzi   | 10 Ghersetti                      |
| Luca Bechi                      | Allenatori | Franco Gramenzi                   |

| Arbitri: | Alberto Maria Scrima (Catanzaro) Daniele Caruso (Castel San Giovanni) Daniele Yang Yao (Vigasio) |

|                                       |            |                               |
| Santiangeli 27 Elliott 16 Maggioli 12 | Punti      | 19 Lewis 16 Miller 14 Fantoni |
| Maggioli, Santiangeli 4               | Assist     | 6 Giachetti                   |
| Elliott 12                            | Rimbalzi   | 7 Lewis                       |
| Maurizio Lasi                         | Allenatori | Luca Bechi                    |

| Arbitri: | Sergio Noce (Latina) Luca Bonfante (Lonigo) Alex D'Amato (Roma) |

|                                  |            |                                            |
| Mancinelli 23 Lewis 18 Miller 14 | Punti      | 19 Gaddefors 18 Wojciechowski 16Moraschini |
| Mancinelli 6                     | Assist     | 6 Fultz                                    |
| Mancinelli 9                     | Rimbalzi   | 8 Wojciechowski                            |
| Luca Bechi                       | Allenatori | Alberto Morea                              |

| Arbitri: | Martino Galasso (Siena) Andrea Masi (Firenze) Jacopo Pazzaglia (Pesaro) |

|                                        |            |                                 |
| Holloway 28 Tonut 16 Candussi, Carra 7 | Punti      | 14 Giachetti 12 Fantoni 9 Lewis |
| Holloway 5                             | Assist     | 3 Mancinelli                    |
| Holloway 16                            | Rimbalzi   | 9 Fantoni, Mancinelli           |
| Eugenio Dalmasson                      | Allenatori | Luca Bechi                      |

| Arbitri: | Christian Borgo (Dueville) Giulio Pepponi (Spello) Valerio Salustri (Roma) |

|                                                   |            |                                           |
| Lewis 21 Miller 18 Bruttini, Fantoni, Giachetti 6 | Punti      | 17 Williams 12 Chiarastella 8 Evangelisti |
| Giachetti 7                                       | Assist     | 3 Chiarastella, Piazza                    |
| Mancinelli 11                                     | Rimbalzi   | 10 Dudzinski                              |
| Luca Bechi                                        | Allenatori | Franco Ciani                              |

| Arbitri: | Alessandro Nicolini (Santa Flavia) Gianluca Gagliardi (Anagni) Silvio Corrias (Pisa) |

|                                              |            |                                     |
| Da Ros, Garri 27 Spizzichini 15 Marchetti 14 | Punti      | 33 Giachetti 32 Lewis 16 Mancinelli |
| Da Ros 5                                     | Assist     | 8 Giachetti                         |
| Garri 13                                     | Rimbalzi   | 13 Rosselli                         |
| Giovanni Perdichizzi                         | Allenatori | Luca Bechi                          |

| 4 aprile 2015 28ª giornata | PMS Torino | – (cancellata) | Basket Veroli |  |

| Arbitri: | Stefano Ursi (Livorno) Alberto Maria Scrima (Catanzaro) Daniele Yang Yao (Vigasio) |

|                                              |            |                                            |
| Marshall 15 Blizzard 14 Natali, Tomassini 12 | Punti      | 19 Giachetti, Lewis 17 Fantoni 11 Rosselli |
| Tomassini 5                                  | Assist     | 5 Rosselli                                 |
| Martinoni 8                                  | Rimbalzi   | 7 Mancinelli                               |
| Marco Ramondino                              | Allenatori | Luca Bechi                                 |

| Arbitri: | Andrea Masi (Firenze) Marco Rudellat (Nuoro) Valerio Grigioni (Roma) |

|                                             |            |                                      |
| Lewis, Mancinelli 16 Fantoni 14 Rosselli 11 | Punti      | 29 Monroe 17 Boscagin, Umeh 15 Giuri |
| Rosselli 3                                  | Assist     | 8 De Nicolao                         |
| Rosselli 7                                  | Rimbalzi   | 11 Monroe                            |
| Alessandro Ramagli                          | Allenatori | Luca Bechi                           |

#### Play-off
Tutti i turni di playoff si giocano al meglio delle 5 partite. La squadra con il miglior piazzamento in classifica al termine della stagione regolare gioca in casa gara-1, gara-2 e l'eventuale gara-5.
|   | Quarti di Finale | G1 | G2 | G3 | G4 | G5 |
| - | ---------------- | -- | -- | -- | -- | -- |
| 3 | PMS Torino       | 88 | 92 | 74 |    |    |
| 5 | Basket Ferentino | 72 | 79 | 66 |    |    |

|   | Semifinali | G1 | G2 | G3 | G4 | G5 |
| - | ---------- | -- | -- | -- | -- | -- |
| 2 | Brescia    | 78 | 74 | 68 | 86 |    |
| 3 | PMS Torino | 75 | 85 | 89 | 91 |    |

|   | Finale              | G1 | G2 | G3 | G4 | G5 |
| - | ------------------- | -- | -- | -- | -- | -- |
| 3 | PMS Torino          | 88 | 76 | 65 | 78 | 93 |
| 8 | Fortitudo Agrigento | 75 | 89 | 76 | 76 | 70 |

##### Quarti di finale
| Arbitri: | Stefano Ursi (Livorno) Davide Scudiero (Milano) Andrea Bongiorni (Pisa) |

|                                            |            |                                   |
| Lewis 18 Miller 17 Bruttini, Mancinelli 12 | Punti      | 28 Starks 12 Ghersetti 10 Pierich |
| Giachetti 6                                | Assist     | 2 Allodi, Bucci                   |
| Mancinelli 12                              | Rimbalzi   | 5 Allodi, Thomas                  |
| Luca Bechi                                 | Allenatori | Franco Gramenzi                   |

| Arbitri: | Enrico Boscolo (Chioggia) Luca Bonfante (Lonigo) Jacopo Pazzaglia (Pesaro) |

|                                               |            |                                   |
| Mancinelli 25 Giachetti, Miller 16 Fantoni 14 | Punti      | 26 Starks 14 Ghersetti 10 Biligha |
| Lewis 4                                       | Assist     | 4 Starks                          |
| Fantoni 9                                     | Rimbalzi   | 8 Thomas                          |
| Luca Bechi                                    | Allenatori | Franco Gramenzi                   |

| Arbitri: | Alessandro Nicolini (Santa Flavia) Alessandro Tirozzi (Bologna) Daniele Yang Yao (Vigasio) |

|                                 |            |                                    |
| Bucci 16 Ghersetti 12 Starks 10 | Punti      | 18 Fantoni 16 Miller 14 Mancinelli |
| Guarino 5                       | Assist     | 4 Giachetti                        |
| Thomas 7                        | Rimbalzi   | 8 Mancinelli                       |
| Franco Gramenzi                 | Allenatori | Luca Bechi                         |

##### Semifinali
| Arbitri: | Enrico Boscolo (Chioggia) Eduardo Ciano (Vicopisano) Guido Giovannetti (Terni) |

|                                                |            |                                  |
| Brownlee 17 Cittadini 15 Alibegović, Nelson 11 | Punti      | 19 Mancinelli 14 Miller 11 Lewis |
| Fernández, Nelson 4                            | Assist     | 3 Rosselli                       |
| Nelson 7                                       | Rimbalzi   | 9 Rosselli                       |
| Andrea Diana                                   | Allenatori | Luca Bechi                       |

| Arbitri: | Masi Andrea (Firenze) Daniele Caruso (Castel San Giovanni) Valerio Grigioni (Roma) |

|                                    |            |                                             |
| Nelson 24 Cittadini 13 Brownlee 12 | Punti      | 17 Mancinelli 19 Miller 13 Giachetti, Lewis |
| Alibegović 4                       | Assist     | 2 Gergati, Giachetti, Mancinelli, Miller    |
| Cittadini 13                       | Rimbalzi   | 7 Rosselli                                  |
| Andrea Diana                       | Allenatori | Luca Bechi                                  |

| Arbitri: | Christian Borgo (Dueville) Sergio Noce (Latina) Jacopo Pazzaglia (Pesaro) |

|                                              |            |                                     |
| Lewis, Mancinelli 19 Giachetti 18 Fantoni 12 | Punti      | 17 Brownlee 15 Alibegović 10 Loschi |
| Lewis, Mancinelli 4                          | Assist     | 3 Brownlee                          |
| Lewis 8                                      | Rimbalzi   | 8 Brownlee                          |
| Luca Bechi                                   | Allenatori | Andrea Diana                        |

| Arbitri: | Matteo Boninsegna (Paderno Dugnano) Enrico Bartoli (Trieste) Calogero Cappello (Porto Empedocle) |

|                                        |            |                                               |
| Rosselli 23 Giachetti 19 Mancinelli 17 | Punti      | 22 Fernández 18 Cittadini 12 Brownlee, Nelson |
| Giachetti 4                            | Assist     | 8 Fernández                                   |
| Giachetti, Mancinelli 8                | Rimbalzi   | 10 Cittadini                                  |
| Luca Bechi                             | Allenatori | Andrea Diana                                  |

##### Finale
| Arbitri: | Stefano Ursi (Livorno) Eduardo Ciano (Vicopisano) Martino Galasso (Siena) |

|                                  |            |                                         |
| Mancinelli 21 Lewis 19 Miller 18 | Punti      | 19 Saccaggi 14 Evangelisti 13 Dudzinski |
| Giachetti 3                      | Assist     | 6 Piazza                                |
| Lewis 9                          | Rimbalzi   | 10 Dudzinski                            |
| Luca Bechi                       | Allenatori | Franco Ciani                            |

| Arbitri: | Andrea Masi (Firenze) Alessandro Nicolini (Santa Flavia) Valerio Grigioni (Roma) |

|                                    |            |                                                                 |
| Mancinelli 24 Lewis 23 Rosselli 14 | Punti      | 20 Williams 18 Dudzinski 11 Chiarastella, Evangelisti, Saccaggi |
| Rosselli 4                         | Assist     | 6 Chiarastella, Piazza                                          |
| Mancinelli 10                      | Rimbalzi   | 8 Udom                                                          |
| Luca Bechi                         | Allenatori | Franco Ciani                                                    |

| Arbitri: | Enrico Boscolo (Chioggia) Sergio Noce (Latina) Daniele Caruso (Castel San Giovanni) |

|                                                 |            |                                      |
| Piazza 19 Williams 14 Chiarastella, Saccaggi 12 | Punti      | 17 Miller 13 Giachetti 12 Mancinelli |
| Piazza 7                                        | Assist     | 2 Lewis, Miller, Rosselli            |
| Dudzinski, Williams 8                           | Rimbalzi   | 6 Lewis, Rosselli                    |
| Franco Ciani                                    | Allenatori | Luca Bechi                           |

| Arbitri: | Matteo Boninsegna (Paderno Dugnano) Christian Borgo (Dueville) Luca Bonfante (Lonigo) |

|                                                       |            |                                             |
| Dudzinski 17 Williams 14 Chiarastella, Evangelisti 13 | Punti      | 18 Miller 17 Giachetti, Mancinelli 13 Lewis |
| Piazza 7                                              | Assist     | 2 Giachetti, Rosselli                       |
| Dudzinski, Williams 8                                 | Rimbalzi   | 10 Mancinelli                               |
| Franco Ciani                                          | Allenatori | Luca Bechi                                  |

| Arbitri: | Stefano Ursi (Livorno) Andrea Masi (Firenze) Enrico Boscolo (Chioggia) |

|                                     |            |                                          |
| Giachetti 20 Miller 8 Mancinelli 17 | Punti      | 17 Saccaggi 15 Dudzinski 13 Chiarastella |
| Lewis 7                             | Assist     | 2 Evangelisti                            |
| Lewis 8                             | Rimbalzi   | 7 Chiarastella                           |
| Luca Bechi                          | Allenatori | Franco Ciani                             |

| Campione d'Italia Dilettanti 2014-15 |
| ------------------------------------ |
| PMS Torino 2º titolo                 |

### Coppa Italia LNP
Grazie alla quarta posizione in classifica al termine del girone d'andata la PMS Torino ha ottenuto il diritto a partecipare alle Final Six di Coppa Italia LNP in programma dal 6 all'8 marzo a Rimini.
|   | Quarti di finale | Risultato |
| - | ---------------- | --------- |
| 4 | PMS Torino       | 74        |
| 5 | Ravenna          | 53        |

|   | Semifinale       | Risultato |
| - | ---------------- | --------- |
| 4 | PMS Torino       | 78        |
| 1 | Scaligera Verona | 95        |

| Arbitri: | Enrico Boscolo (Chioggia) Luca Bonfante (Lonigo) Daniele Yang Yao (Vigasio) |

|                                  |            |                                    |
| Lewis 20 Miller 14 Mancinelli 10 | Punti      | 13 Holloway 10 Cicognani 8 Tambone |
| Mancinelli, Miller 3             | Assist     | 4 Rivali                           |
| Mancinelli 8                     | Rimbalzi   | 5 Rivali, Singletary               |
| Luca Bechi                       | Allenatori | Antimo Martino                     |

| Arbitri: | Roberto Materdomini (Grottaglie) Gianfranco Ciaglia (Caserta) Gabriele Gagno (Spresiano) |

|                                      |            |                                          |
| Umeh 20 Monroe 18 Boscagin, Ndoja 16 | Punti      | 17 Fantoni 13 Lewis 11 Gergati, Rosselli |
| Monroe 5                             | Assist     | 6 Rosselli                               |
| Ndoja 9                              | Rimbalzi   | 10 Fantoni                               |
| Alessandro Ramagli                   | Allenatori | Luca Bechi                               |

## Statistiche

### Statistiche di squadra
| Competizione     | Punti | In casa | In casa | In casa | In casa | In casa | In trasferta | In trasferta | In trasferta | In trasferta | In trasferta | Totale | Totale | Totale | Totale | Totale | Totale |
| Competizione     | Punti | G       | V       | P       | PF      | PS      | G            | V            | P            | PF           | PS           | G      | V      | P      | PF     | PS     | DIF    |
| ---------------- | ----- | ------- | ------- | ------- | ------- | ------- | ------------ | ------------ | ------------ | ------------ | ------------ | ------ | ------ | ------ | ------ | ------ | ------ |
| A2 Gold          | 32    | 13      | 11      | 2       | 1095    | 998     | 13           | 5            | 8            | 1071         | 1101         | 26     | 16     | 10     | 2166   | 2099   | +67    |
| Play-off         | -     | 7       | 6       | 1       | 617     | 509     | 5            | 3            | 2            | 377          | 370          | 12     | 9      | 3      | 994    | 879    | +115   |
| Totale A2 Gold   |       | 20      | 17      | 3       | 1712    | 1507    | 18           | 8            | 10           | 1448         | 1471         | 38     | 25     | 13     | 3160   | 2978   | 182    |
| Coppa Italia LNP | -     | -       | -       | -       | -       | -       | 2            | 1            | 1            | 152          | 148          | 2      | 1      | 1      | 152    | 148    | +4     |
| Totale           |       | 20      | 17      | 3       | 1712    | 1507    | 20           | 9            | 11           | 1600         | 1619         | 40     | 26     | 14     | 3312   | 3126   | 186    |

### Statistiche dei giocatori
| Giocatore     | A2 Gold | A2 Gold | A2 Gold | A2 Gold | Coppa Italia LNP | Coppa Italia LNP | Coppa Italia LNP | Coppa Italia LNP | Totale | Totale | Totale | Totale |
| Giocatore     | PG      | PTI     | AST     | RIM     | PG               | PTI              | AST              | RIM              | PG     | PTI    | AST    | RIM    |
| ------------- | ------- | ------- | ------- | ------- | ---------------- | ---------------- | ---------------- | ---------------- | ------ | ------ | ------ | ------ |
| M. Rauti      | 0       | 0       | 0       | 0       | 0                | 0                | 0                | 0                | 0      | 0      | 0      | 0      |
| J. Giachetti  | 38      | 495     | 115     | 116     | 2                | 19               | 6                | 5                | 40     | 514    | 121    | 121    |
| S. Mancinelli | 27      | 387     | 63      | 189     | 2                | 16               | 4                | 9                | 29     | 403    | 67     | 198    |
| T. Fantoni    | 38      | 432     | 66      | 181     | 2                | 24               | 1                | 17               | 40     | 456    | 67     | 198    |
| B. Mascolo    | 2       | 0       | 0       | 0       | 0                | 0                | 0                | 0                | 2      | 0      | 0      | 0      |
| A. Fiore      | 1       | 0       | 0       | 0       | 0                | 0                | 0                | 0                | 1      | 0      | 0      | 0      |
| R. Lewis      | 38      | 689     | 87      | 201     | 2                | 33               | 4                | 7                | 40     | 722    | 91     | 208    |
| V. Amoroso    | 9       | 114     | 24      | 39      | 0                | 0                | 0                | 0                | 9      | 114    | 24     | 39     |
| K. Viglianisi | 30      | 35      | 12      | 18      | 2                | 0                | 0                | 1                | 32     | 35     | 12     | 19     |
| D. Berry      | 17      | 150     | 20      | 52      | 0                | 0                | 0                | 0                | 17     | 150    | 20     | 52     |
| N. Vangelov   | 8       | 4       | 0       | 2       | 1                | 0                | 0                | 0                | 9      | 4      | 0      | 2      |
| D. Bruttini   | 23      | 81      | 11      | 72      | 1                | 0                | 0                | 2                | 24     | 81     | 11     | 74     |
| G. Rosselli   | 38      | 313     | 91      | 234     | 2                | 20               | 8                | 14               | 40     | 333    | 99     | 248    |
| L. Gergati    | 34      | 202     | 38      | 59      | 2                | 16               | 0                | 2                | 36     | 218    | 38     | 61     |
| T. Pichi      | 7       | 0       | 0       | 0       | 0                | 0                | 0                | 0                | 7      | 0      | 0      | 0      |
| I. Miller     | 20      | 256     | 33      | 49      | 2                | 24               | 3                | 3                | 22     | 280    | 36     | 52     |